# ヒュッカラのライス

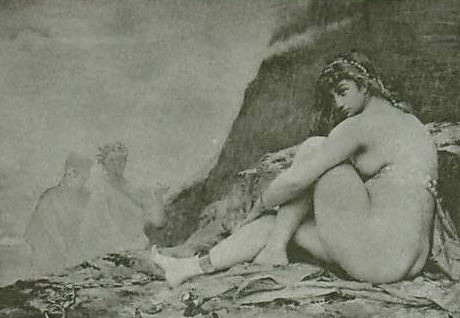
ヒュッカラのライス。1902年の版画。

ヒュッカラのライス（英語: Lais of Hyccara、? - 紀元前340年）は、紀元前4世紀の古代ギリシアの高級娼婦（ヘタイラ）。おそらくはシチリア島のヒュッカラ（後のカリーニ）の生まれであり、テッサリアで没した。同じ名の娼婦としては、紀元前5世紀の人物であるコリントのライスがいる。古代から、伝聞に基づく間接的な記述において、彼女たちふたりはしばしば混同され、また、いずれに言及しているのか判然としないままとされるなど、ふたりは密接に結び付けられてきた。
ヒュッカラのライスについては、様々な逸話が残されている。例えば、 デモステネスが、彼女と一夜を共にするのに 1,000 ドラクマを支払いたいと言ったのに対して、彼の姿を見た後でライスは、10,000 ドラクマでなければ嫌だと値段を引き上げさせたといい、その一方でディオゲネスには無償で身を任せたという。
彼女は、ティマンドラ (Timandra) の娘、ないし、アテナイオスによればダマサンドラ (Damasandra) の娘であった。また、同時代のフリュネとはライバルであった。ライスはテッサリア人のヒッポストラトゥス (Hippostratus)、ないし、ヒッポロクス (Hippolochus) に恋し、彼に連れられてテッサリアに赴いた。伝説では、テッサリアの女性たちが、嫉妬からライスをアプロディーテーの神殿におびき出し、石打ちで殺したのだという。亡骸はピニオス川のほとりに埋葬された。